# Säter (commune)
La commune de Säter est une commune du comté de Dalarna en Suède. 10 886 personnes y vivent. Son siège se trouve à Säter.

## Géographie
Säter est connue pour la Vallée de Säter, un endroit populaire pour les randonnées. D'une longueur de cinq kilomètres environ, elle est recouverte d'une végétation dense.

## Curiosités
L'Église de Stora Skedvi est l'une des plus vieilles de Dalécarlie, certaines parties datant du XIIIe siècle.
On peut également voir de nombreux restes de l'histoire minière de la ville, tels que la zone minière d'Östra Silveberg où de l'argent a été extrait dès les années 1480. La mine a été fermée au XIXe siècle et est actuellement remplie d'eau.
Le fer a également été extrait, à Bispbergs gruva, durant plus de 600 ans, et ce jusqu'à sa fermeture en 1967.

## Localités
- Arkhyttan
- Backa
- Bispberg
- Bispbergshyttan
- Bodarne
- Fäggeby
- Kullsveden
- Kyrkberget
- Enbacka och Mora
- Naglarby
- Norbohyttan
- Säter
- Skenshyttan
- Skedvi kyrkby
- Solvarbo
- Stora Skedvi
- Uggelbo
- Ulfshyttan
- Uppbo och Nedernora